# 姚範
姚范（1702年—1771年），初名兴涑，字己铜，后字南菁（一作南青），号薑坞，晚年号几蘧老人。安徽桐城人。清朝文学家。

## 生平
乾隆七年（1742年）壬戌科進士。選庶吉士，散館授翰林院编修，充三礼馆纂修。

## 著作
与刘大櫆交好。文章沉邃幽古，学术长于考订，所见多前人所未发。有《援鹑堂诗集》七卷、《援鹑堂文集》六卷、《援鹑堂笔记》五十卷、《曝书亭诗评点》及《望溪文集评点》等。

## 家族
曾祖姚文然，康熙时任刑部尚书；祖父姚士基，曾任湖北罗田知县，二人均贤良清廉。父姚孔瑛早逝。弟姚淑，不仕。姚淑子姚鼐深受姚范影响，后亦为著名文学家。